# Герб Ідані-а-Нови
Ге́рб Іда́ні-а-Но́ви — офіційний символ містечка Іданя-а-Нова, Португалія. Використовується як територіальний герб. У срібному щиті чорний замок із трьома вежами, червоними вікнами і брамою, що височіє на зеленій горі. Вона пересічена трьома хвилястими смугами — срібною, синьою і срібною. Обабіч замка, у главі щита, червоний тамплієрський хрест праворуч і червоний Христовий хрест ліворуч. Щит увінчує срібна мурована містечкова корона з чотирма вежами.  Під щитом біла стрічка, на якій великими літерами напис португальською: «vila de Idanha-a-Nova» (містечко Іданя-а-Нова).  Офіційно затверджений 13 березня 1935 року.  Чорний замок символізує Монсантівський замок, а хрести — його колишніх володарів, Орден тамплієрів і Орден Христа.

## Галерея

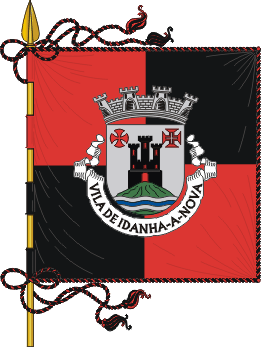
Прапор